# La Plaine (Maine-et-Loire)
La Plaine település Franciaországban, Maine-et-Loire megyében. Lakosainak száma 1016 fő (2022. január 1.). La Plaine Chanteloup-les-Bois, Coron, Saint-Paul-du-Bois, Somloire, Lys-Haut-Layon és Yzernay községekkel határos.

## Népesség
A település népességének változása:
| Lakosok száma | 729  | 787  | 817  | 920  | 1029 | 1045 | 1017 | 997  | 1000 | 1016 |
|               | 1968 | 1982 | 1990 | 2006 | 2013 | 2015 | 2017 | 2019 | 2020 | 2022 |